# Oecetis insymmetrica
Oecetis insymmetrica är en nattsländeart som beskrevs av Wolfram Mey 1998. Oecetis insymmetrica ingår i släktet Oecetis och familjen långhornssländor. Inga underarter finns listade i Catalogue of Life.